# Eugène Lenormand
Eugène Lenormand, né le 9 octobre 1891 à Paris et mort le 9 janvier 1974 dans la même ville, est un plongeur français. 
Son épouse Louise Lenormand est également plongeuse olympique. 
Il a participé aux épreuves de plongeon de haut vol aux Jeux olympiques de 1924 (5e place) et de 1928.